# La Colonia
La Colonia – miasto w Argentynie, w prowincji Mendoza, w departamencie Junín.
Według danych szacunkowych na rok 2010 miejscowość liczyła 9 403 mieszkańców.